# Linas Pernavas
Linas Pernavas (* 1. September 1976 in der Rajongemeinde Ignalina, Litauische SSR) ist ein litauischer Jurist und Polizist, ehemaliger General-Polizeikommissar Litauens.

## Leben
Nach dem Abitur an der Mittelschule absolvierte Pernavas 1999 das Studium an der Lietuvos teisės universitetas und 2005  das Magisterstudium der Rechtswissenschaft als Magister juris an der Vilniaus universitetas.
Seit Juli 1995 arbeitete er in Ignalina und ab 1997 in Didžiasalis, nahm später viele leitende Posten ein. Ab 1999 war er Polizeikommissar-Inspektor und ab 2003 leitete er die Polizei der Gemeinde Ignalina, ab 2005 die Polizei der Rajongemeinde Zarasai, ab 2008 die des Bezirks Utena und ab dem 3. Februar 2014 die Polizei des Bezirks Kaunas. Vom 11. November 2014 bis 2019 war er Polizeigeneralkommissar Litauens. Er wurde von der Präsidentin Dalia Grybauskaitė ernannt. Ab 2019 war er litauischer Polizei-Attaché in Großbritannien. 
Linas Pernavas ist verheiratet und hat drei Söhne.